# Šubić I. Miroszláv
Šubić I. Miroszláv a 12. században élt horvát nemes, 1180 és 1184 között brebiri zsupán. 
A Šubić nemzetség tagja, Bogdan Šubić brebiri zsupán fia és utóda volt. Apja Belos bán alattvalója volt, aki az 1160-as években egy vitás ügyben végrehajtóként bízta meg. Amikor I. Manuél bizánci császár megkísérelte helyreállítani a bizánci uralmat Dalmáciában Miroszláv brebiri zsupán egyike volt azolnak a méltóságoknak, akiket a császári kormányzó Rogerius 1180. június 10-én Spalatóba magához rendelt. Mánuél halála után (1180. szeptember 24.) ismét megváltozott a horvátországi fennhatóság. Ekkor III. Béla sereggel a tengerpartra küldte hadvezérét Mór ispánt, hogy visszaszerezze azokat a területeket, melyeket a velenceiek megszálltak, és akinek Miroszláv zsupán egyik legjobb hadvezére és tanácsadója volt. Később Dénes bánt is elkísérte Zárába, aki a zárai Szent Krševan kolostor és Čudonja Krbožić közti perben végrehajtónak nevezte ki, de nagyon jellemző, hogy Miroszláv anélkül, hogy a felmentését kérte volna, fiát, Gergelyt küldte helyettesnek, hogy a tényeket a helyszínen állapítsa meg. 
Miroszláv megbizatása befejezése után 1184-ben kiadott egy okmányt, amelyben leírta, hogy mit végzett a rábízott feladat során. A dokumentum vitathatatlan bizonyítéka a brebiri zsupán rangjának Béla udvarnokai között. Mivel támogatta III. Béla király harcát a Velencei Köztársaság ellen, ezért a Šubićok örökös földbirtokként megkapták Brebir megyét. Ezután a családfő már nem a zsupán (iupanus), hanem gróf (latinul: comes, horvátul: knez) címet viselte. A hivatalos megerősítés éppen időben történt, mert enélkül aligha tudtak volna ellenállni a többi horvát nemes rivalizálásának. Ekkor már kezdett feltűnni Domald Sidraga megyei zsupán a Šubić család közvetlen szomszédja, aki kedvezőbb helyzetben volt, mint a bribiriek, mert a parti sáv mellett Šibenik városát is fennhatósága alatt tartotta.